# Angostura tapajozensis
Angostura tapajozensis là một loài thực vật có hoa trong họ Cửu lý hương. Loài này được (Ducke) Albuq. mô tả khoa học đầu tiên năm 1981.